# Jonathan Carlsbogård
Jonathan Carlsbogård, né le 19 avril 1995 à Göteborg, est un handballeur suédois. Il évolue au poste d'arrière gauche en équipe nationale de Suède depuis 2020 et au FC Barcelone depuis 2022.

## Palmarès

### En clubs
Compétitions internationales
- Finaliste de la Coupe du monde des clubs en 2022

Compétitions nationales
- Vainqueur de la Coupe d'Allemagne (1) : 2020
- Vainqueur du Championnat d'Espagne (1) : 2023
- Vainqueur de la Coupe ASOBAL (1) : 2023
- Vainqueur de la Supercoupe ibérique (1) : 2022

### En équipe nationale
- Médaille d'argent au Championnat du monde 2021
- 5e place aux Jeux olympiques de 2021
- Médaille d'or au Championnat d'Europe 2022
- 4e place au championnat du monde 2023
- Médaille de Bronze au Championnat d'Europe 2024

### Distinctions individuelles
- élu meilleur handballeur de l'année en Suède en 2022-2023